# Urdhva mukha švanásana

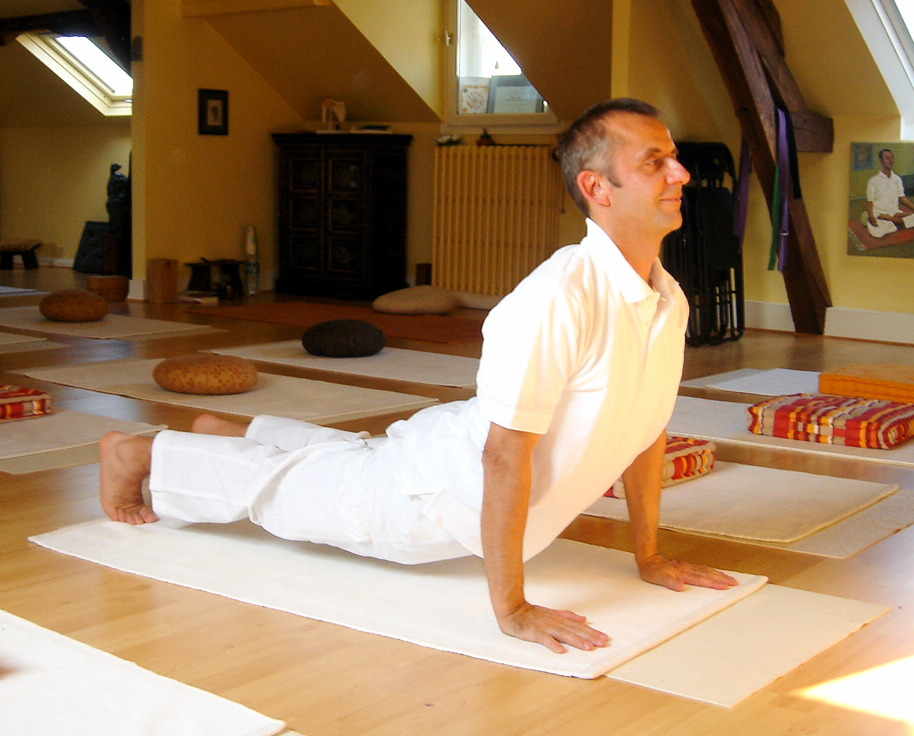
Urdhva mukha švanásana

Urdhva Mukha švanásana (ऊर्ध्वमुखश्वानासन) neboli „Pes hlavou nahoru“ je jednou z jógových ásan a součást Pozdravu slunci.

## Etymologie
Název pochází ze sanskrtského slova urdhva (ऊर्ध्व) nahoru, Mukha tvář, švana pes a asana (आसन) posed/pozice.

## Popis
- do pozice se vstupuje z pozice čatturanga
- překlopit dopředu špičky prstů u nohou, zatlačit celé dlaně do podložky, propnout paže, vynášet trup dopředu a vzhůru, hrudník otevřít
- tělo spočívá na dlaních a nártech, holeně, kolena, stehna, pánev a břicho jsou ve vzduchu
- v pozici bychom měli setrvat půl minuty až minutu